# Sulajärvi (sjö i Finland)
Sulajärvi är en sjö i Finland. Den ligger i kommunen Jockas i landskapet Södra Savolax, i den södra delen av landet, 240 km nordost om huvudstaden Helsingfors. Sulajärvi ligger 84,6 meter över havet. I omgivningarna runt Sulajärvi växer i huvudsak barrskog. Arean är 1,72 kvadratkilometer och strandlinjen är 9,67 kilometer lång. Sjön  ingår i Vuoksens huvudavrinningsområde. 